# Verleihung des Nestroy-Theaterpreises 2010

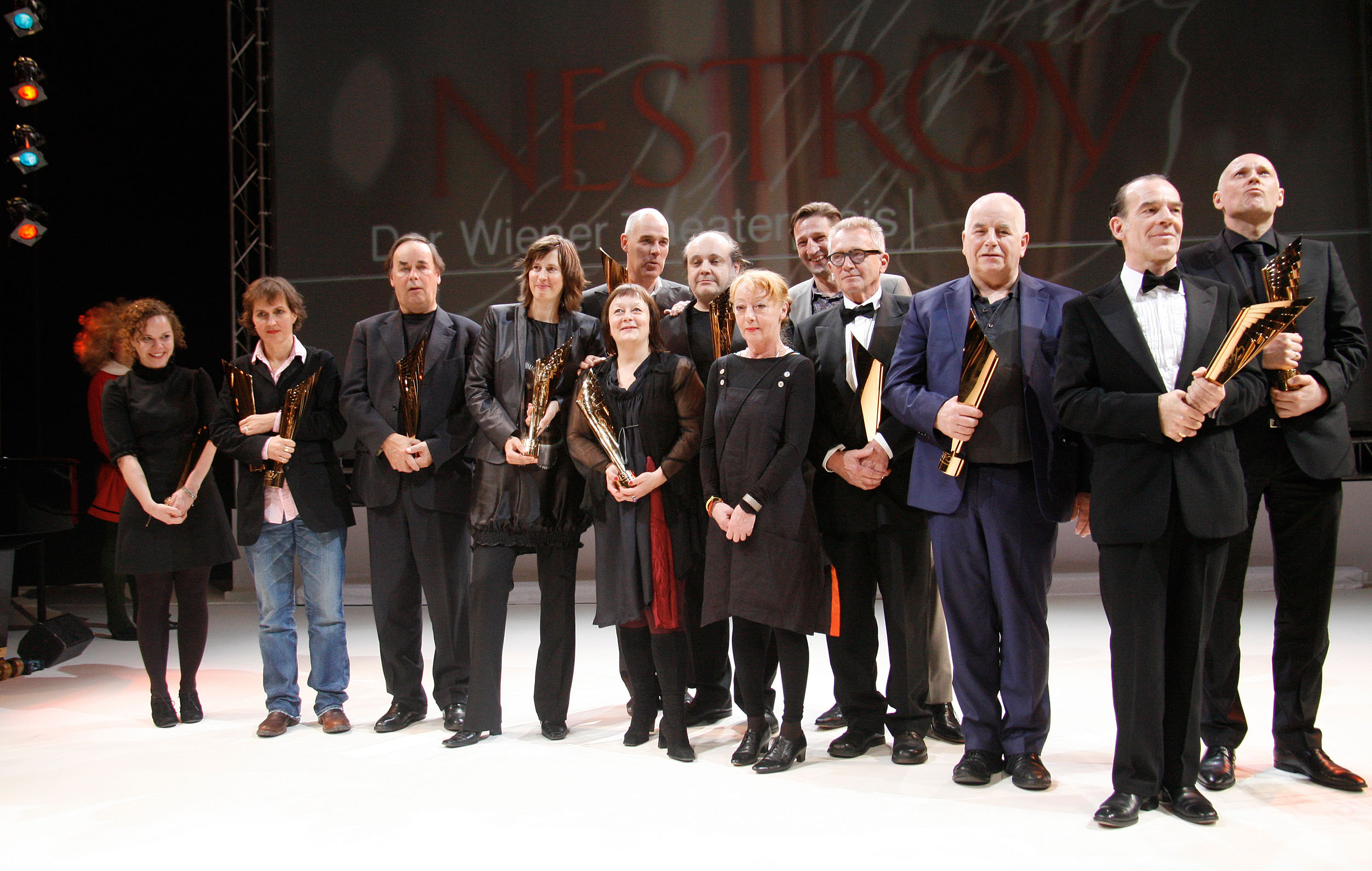
Die Preisträger des Jahres 2010

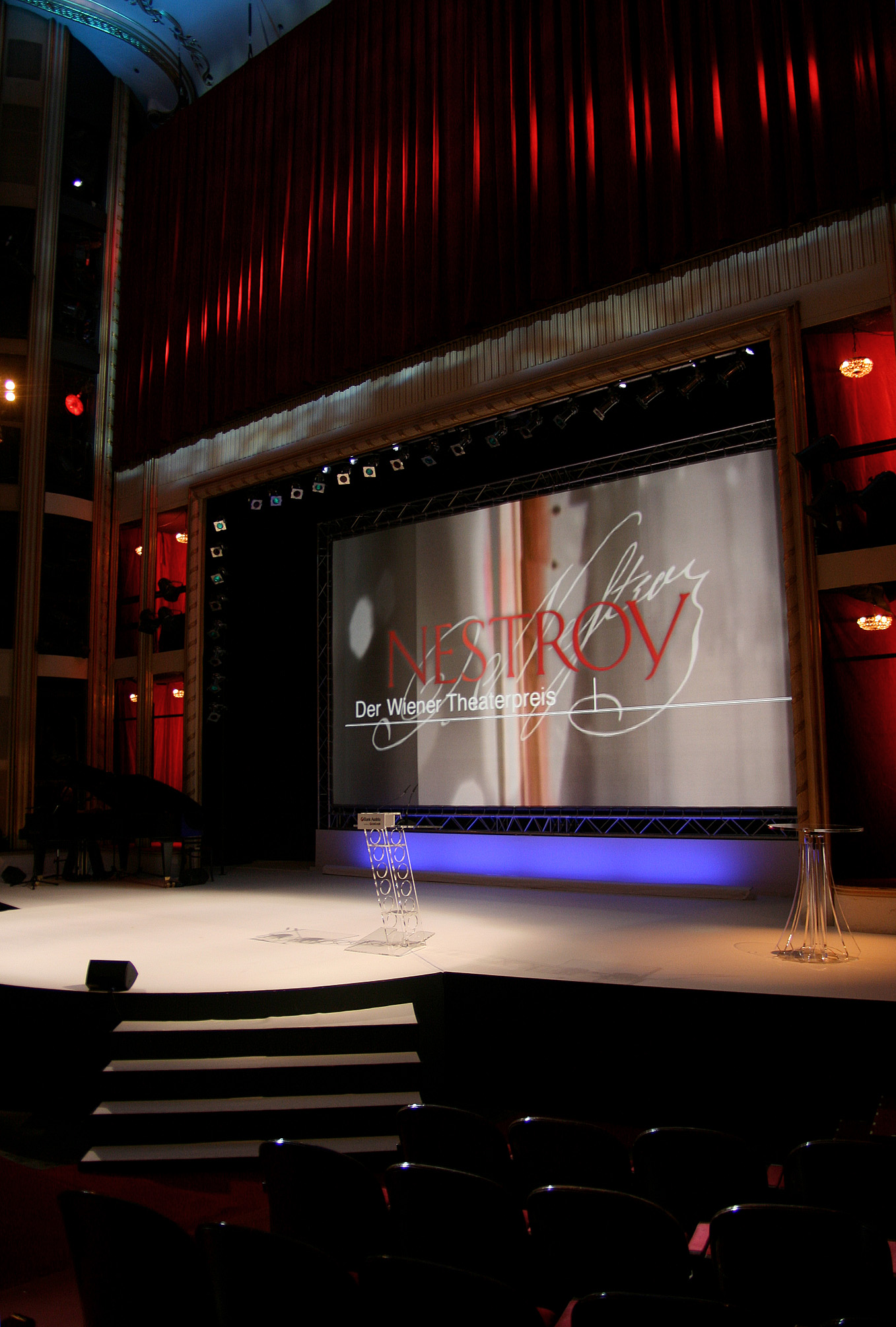
Nestroy 2010 im Burgtheater

Die Nestroyverleihung 2010 war die elfte Verleihung des Nestroy-Theaterpreises. Sie fand am 8. November 2010 erstmals im Burgtheater in Wien statt. Von den Gewinnern in den insgesamt zwölf Kategorien wurden jene in drei Kategorien bereits im Vorfeld bekannt gegeben.
Moderiert wurde die Preisverleihung von Peter Simonischek, das Buch dazu schrieb Peter Ahorner und als Laudatoren wirkten Schauspieler aus dem Ensemble des Burgtheaters mit.

## Nominierte und Preisträger 2010
| Meiste Nestroys:      | Das Begräbnis und Eine Familie (je 2 Nestroys)           |
| Meiste Nominierungen: | Der goldene Drache und Eine Familie (je 3 Nominierungen) |

Anmerkung: Es sind alle Nominierten des Jahres angegeben, der Gewinner steht immer zuoberst. Die Verleihung des Nestroy 2010, bezieht sich auf die Theatersaison 2009/2010.

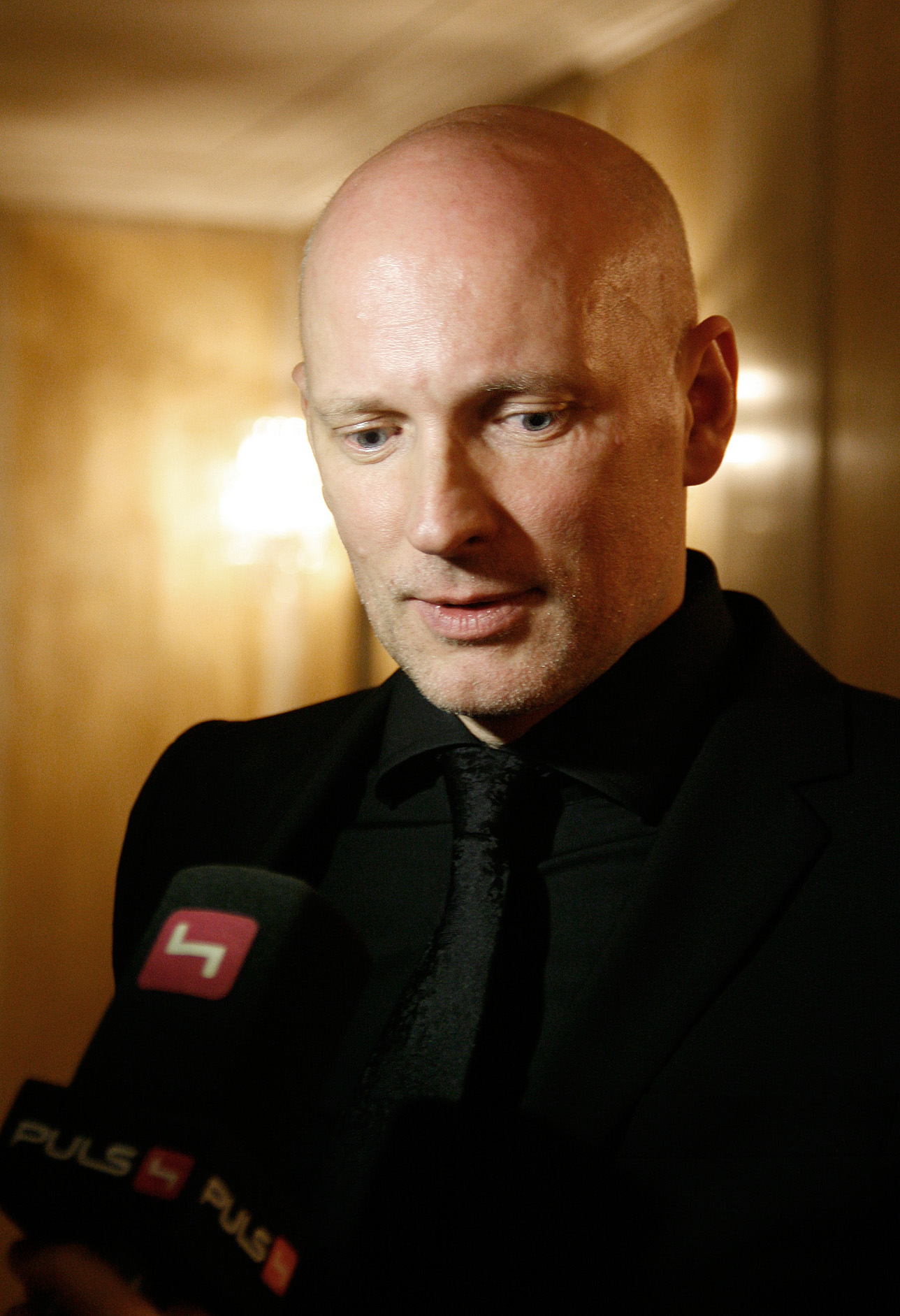
Alvis Hermanis

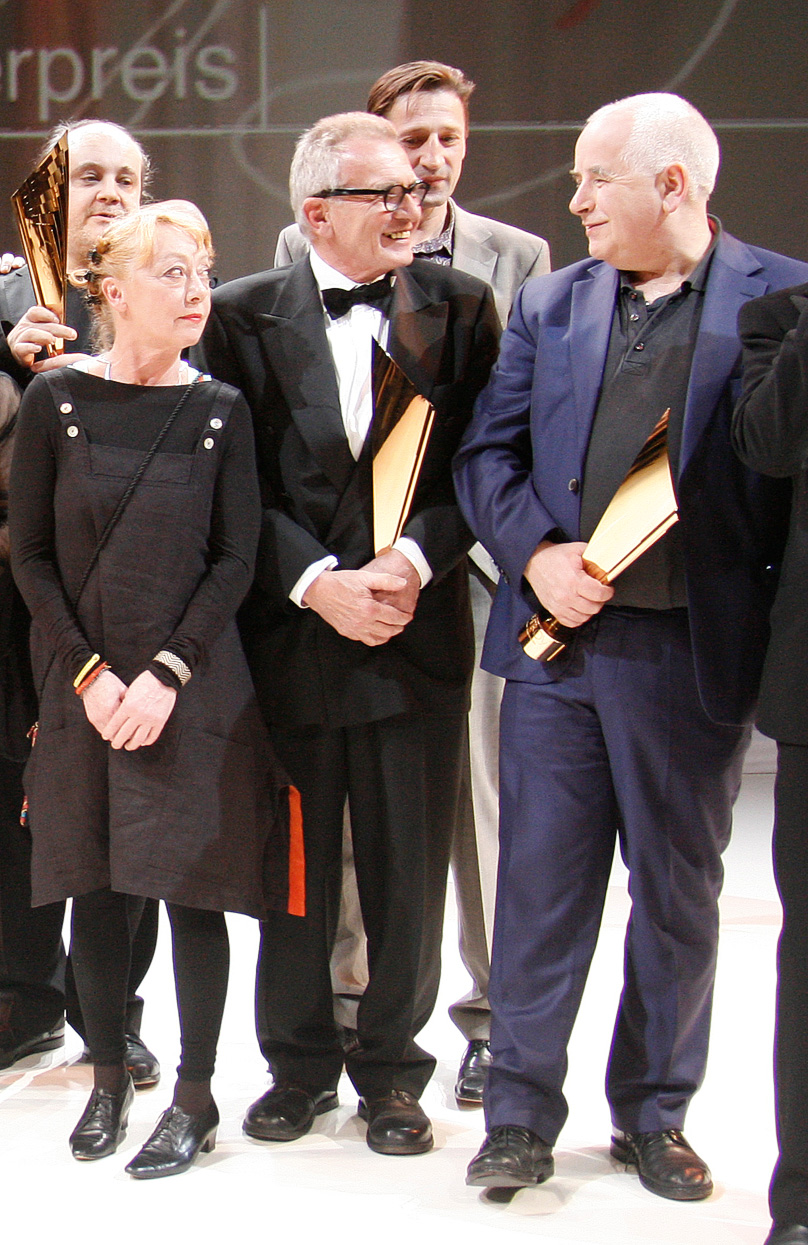
Paulus Manker, Ulrike Kaufmann, Erwin Piplits, Andreas Patton (Theater.punkt) und Johannes Schütz

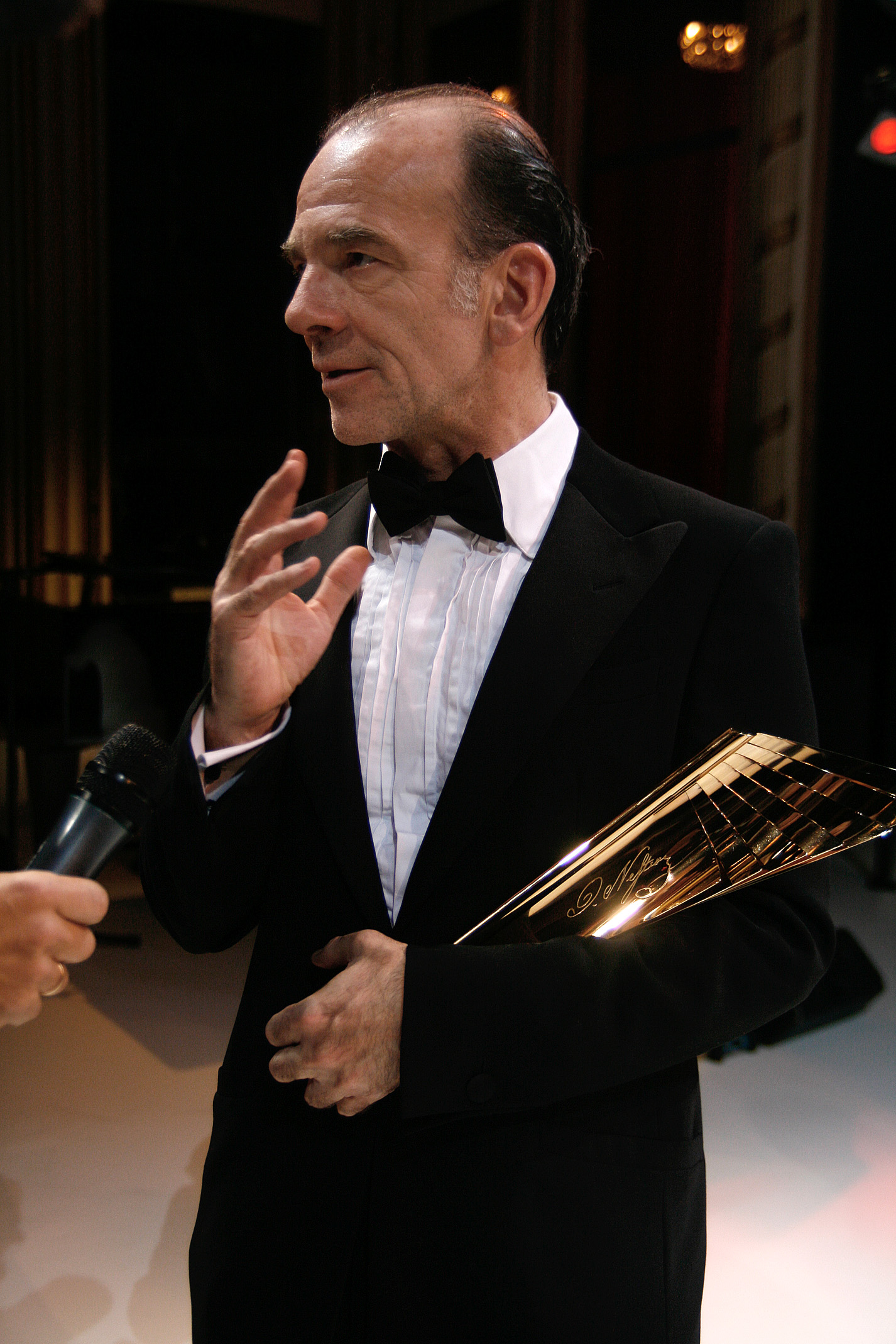
Martin Wuttke

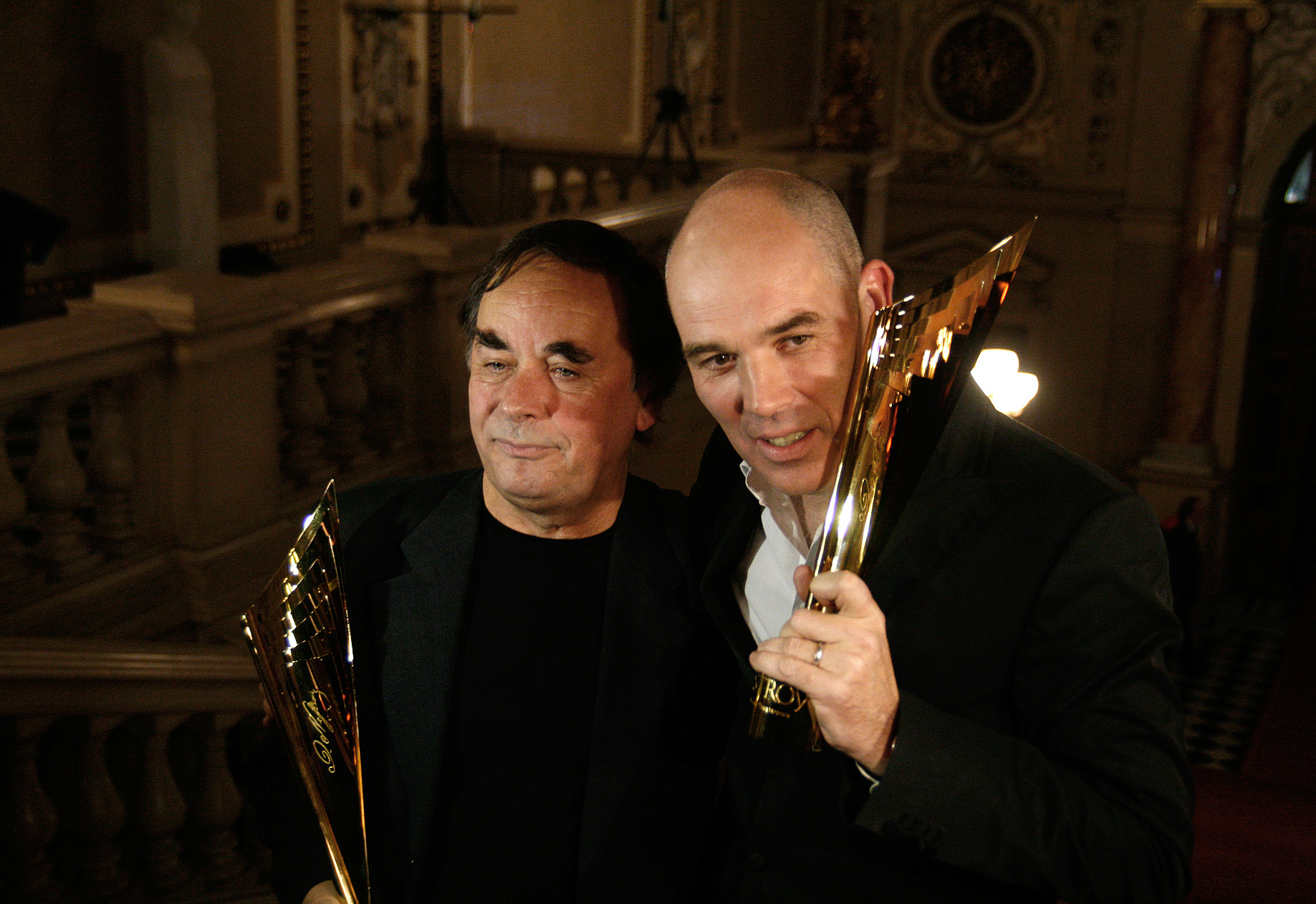
Johann Adam Oest und Matthias Hartmann

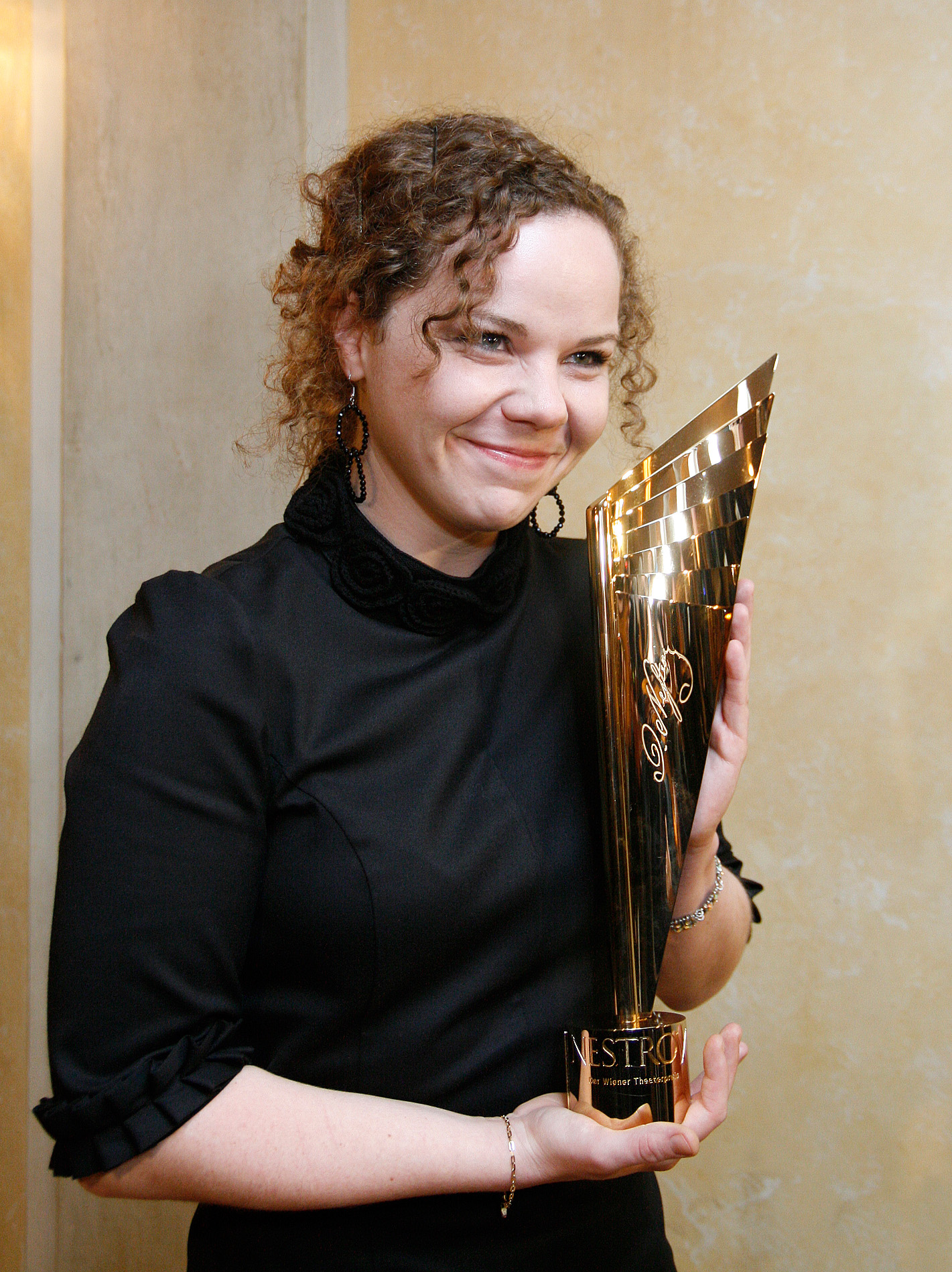
Sarah Viktoria Frick

### Beste deutschsprachige Aufführung
Volpone von Ben Jonson – Inszenierung: Werner Düggelin, Ort: Schauspielhaus Zürich
nominiert:
Die Schmutzigen, die Hässlichen und die Gemeinen von Ettore Scola und Ruggero Maccari – Inszenierung: Karin Beier, Ort: Schauspiel Köln
Diebe von Dea Loher – Inszenierung: Andreas Kriegenburg, Ort: Deutsches Theater Berlin

### Beste Regie
Alvis Hermanis – Eine Familie – Akademietheater/Burgtheater
nominiert:
Lukas Bangerter – worst case – Wiener Schauspielhaus/Theater am Kirchplatz (Schaan)
Roland Schimmelpfennig – Der goldene Drache – Akademietheater/Burgtheater

### Beste Ausstattung
Johannes Schütz – Das Begräbnis – Burgtheater
nominiert:
Hans Kudlich – Liliom – Volkstheater (Wien)
Monika Pormale – Eine Familie – Akademietheater/Burgtheater

### Beste Schauspielerin
Kirsten Dene – Eine Familie (Violet Weston) – Akademietheater/Burgtheater
nominiert:
Christiane von Poelnitz – Der goldene Drache (mehrere Rollen) – Akademietheater/Burgtheater
Martina Stilp – Peepshow – Schauspielhaus Graz

### Bester Schauspieler
Martin Wuttke – Das Begräbnis (Christian) – Burgtheater sowie in Peking Opel – Akademietheater/Burgtheater
nominiert:
Klaus Maria Brandauer – Ödipus auf Kolonos (Ödipus) – Salzburger Festspiele/Berliner Ensemble
Ignaz Kirchner – Krieg und Frieden (Fürst Bolkonskij und weitere Rollen) – Kasino am Schwarzenbergplatz

### Beste Nebenrolle
Johann Adam Oest – Der goldene Drache (mehrere Rollen) – Akademietheater/Burgtheater
nominiert:
Elfriede Schüsseleder – Jedem das Seine (Traudl Fasching) – Theater in der Josefstadt
Libgart Schwarz – Helena (Greisin, Diener) – Burgtheater

### Bester Nachwuchs
Sarah Viktoria Frick – Adam Geist (mehrere Rollen) – Akademietheater/Burgtheater
nominiert:
Claudius von Stolzmann – Das Konzert (Dr. Jura) – Festspiele Reichenau
Raimund Orfeo Voigt – Verbrennungen (Bühnenbild) – Schauspielhaus Graz

### Beste Off-Produktion
THEATER.PUNKT – Frost (Thomas Bernhard)

### Bestes Stück – Autorenpreis
worst case – Kathrin Röggla – Wiener Schauspielhaus/Theater am Kirchplatz (Schaan)

### Spezialpreis
Matthias Hartmann für die „öffentlichen Proben“ von Krieg und Frieden im Kasino am Schwarzenbergplatz
nominiert:
Gruppe Einmaliges Gastspiel für Psychiatrie!, Produktion: Hagnot Elischka, Inszenierung: Jan-Christoph Gockel, Ort: Palais Kabelwerk
Cornelius Obonya für Cordoba von Florian Scheuba und Rupert Henning, Rabenhof Theater

### Lebenswerk
Ulrike Kaufmann und Erwin Piplits – Serapionstheater

### Publikumspreis
Paulus Manker
nominiert:
Maria Bill, Klaus Maria Brandauer, Sandra Cervik, Kirsten Dene, Regina Fritsch, Maria Happel, Markus Hering, Helmuth Lohner, Dörte Lyssewski, Michael Maertens, Karl Markovics, Sunnyi Melles, Joachim Meyerhoff, Birgit Minichmayr, Tobias Moretti, Cornelius Obonya, Johann Adam Oest, Nicholas Ofczarek, Elfriede Ott, Robert Palfrader, Otto Schenk, Peter Simonischek, Erwin Steinhauer, Katharina Straßer, Gert Voss, Johanna Wokalek, Bibiana Zeller